# Shōmyō
Shōmyō (声明?) è il nome giapponese del canto liturgico buddista e la sua storia in Giappone risale almeno al VI secolo d.C., in concomitanza con l'introduzione ufficiale del Buddismo. Il repertorio odierno, appannaggio dei monaci, si può suddividere in bonsan (梵讃, testo in sanscrito), kansan (漢讃, in cinese) e wasan (和讃, in giapponese). Esistono canti di testi sacri, di lode, di offerta, di preghiera e di confessione. L'esecuzione, affidata a un solista, a un coro, o, ancora, ad entrambi in forma responsoriale, a volte è accompagnato da idiofoni, quali i cimbali hachi e il gong nyo. Molto usato per i brani sillabici è il ‘tamburo’ a fessura, noto come mokugyo (木魚), dalla caratteristica forma stilizzata di pesce.

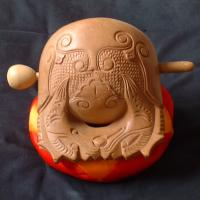
Il 'tamburo' a fessura mokugyo (木魚), strumento con cui a volte si accompagna lo shōmyō.

Tra VIII e XII secolo furono introdotti dal continente asiatico, o creati in Giappone, canti che tutt'oggi costituiscono il cuore del corpus dello shōmyō.  Dal X secolo primi segnali di differenti tradizioni esecutive si manifestano a causa della separazione del culto tra le due maggiori scuole, Tendai e Shingon. Padre del canto liturgico della Tendai è considerato Ennin, formatosi nei centri buddisti cinesi nel IX secolo. Sistematizzatore della tradizione vocale Shingon è Kanchō, attivo nel X sec.
Lo shōmyō continuò a svilupparsi fino al XIII secolo, per declinare nella fase successiva. Nel XV secolo inizia la fase di conservazione, che perdura di fatto fino ai giorni nostri, anche tramite manuali di canto liturgico, imperniati sullo hakase, suo specifico sistema di notazione. Questa notazione, tutt'oggi impiegata dai monaci, non dà indicazione ritmiche precise, né visualizza le note di passaggio; si presenta dunque come una sorta di semiografia neumatica.
Così Kūkai (空海, 774-835), fondatore della scuola buddista giapponese Shingon spiega la natura dello shōmyō:
(cit. da Toshiro Kido. Cfr. Philippe Cornu. Dizionario del Buddismo. Milano, Bruno Mondadori, 2003, pagg. 519-20)